# Cavall de pal
Un cavall de pal és el més senzills dels cavallets de joguina fet d'un pal amb un cap de cavall més o menys realista en un dels extrems, sovint amb una roda a l'altre extrem.

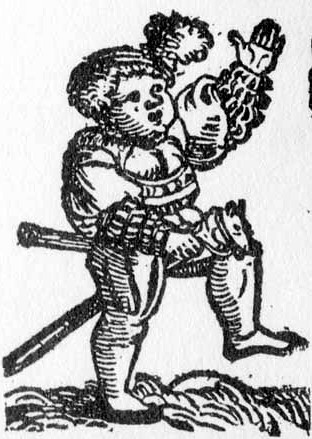
Un cavall de pal el 1542

És una de les joguines més antigues, ja documentat des de l'antiguitat grega i molt popular a l'edat mitjana quan hauria tingut un paper en la formació dels infants dels cavallers. La representació del cavall com una joguina masculina es remunta a l'època medieval.
Se'n troben molts exemples en les arts, com ara a un fresc de Guariento d'Arpi a l'església dels Eremitani a Pàdua del 1360 o encara en la pintura Jocs d'infants (1559-60) de Pieter Brueghel el Vell.

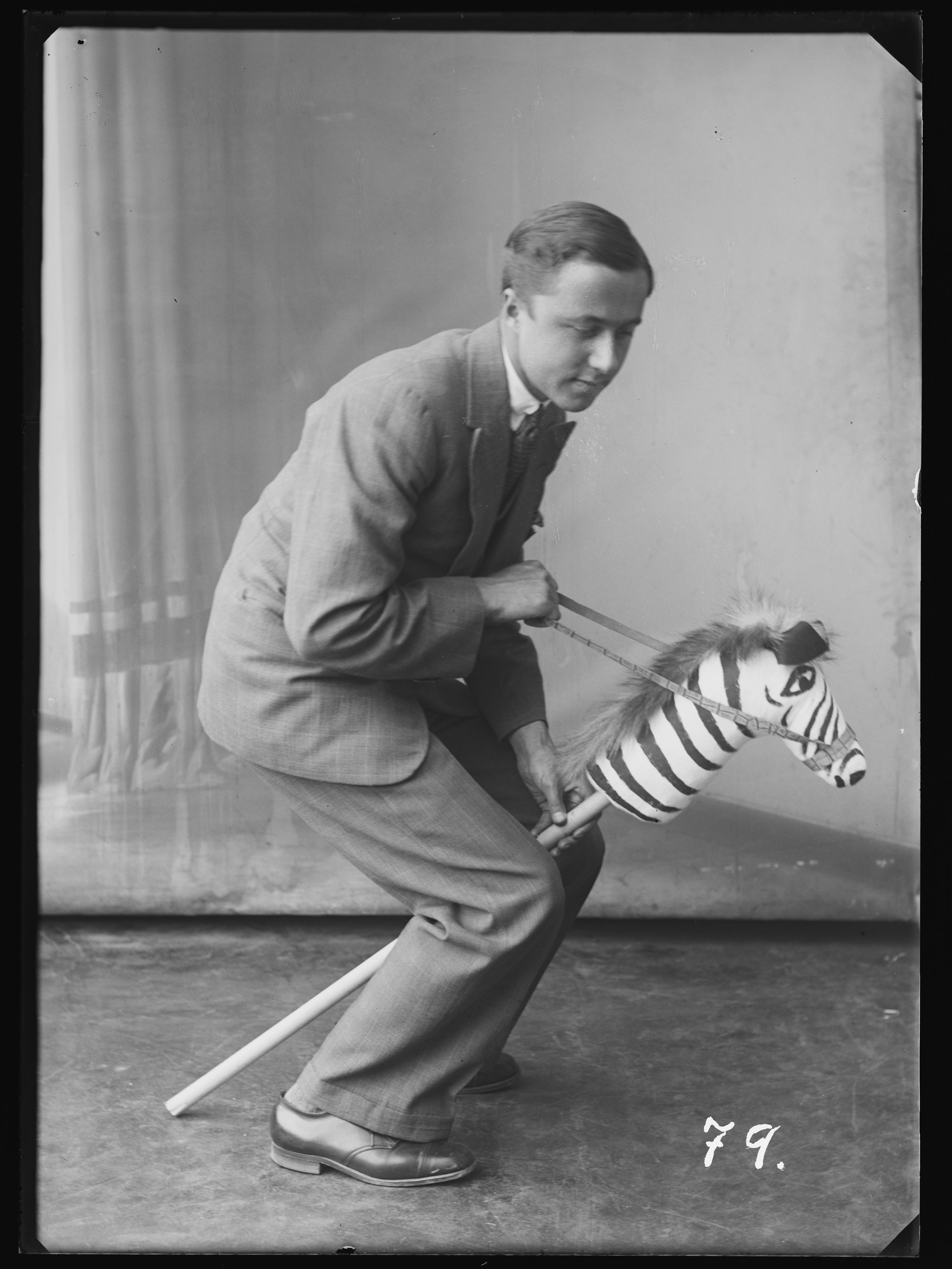
Al pas del segle xix al segle xx
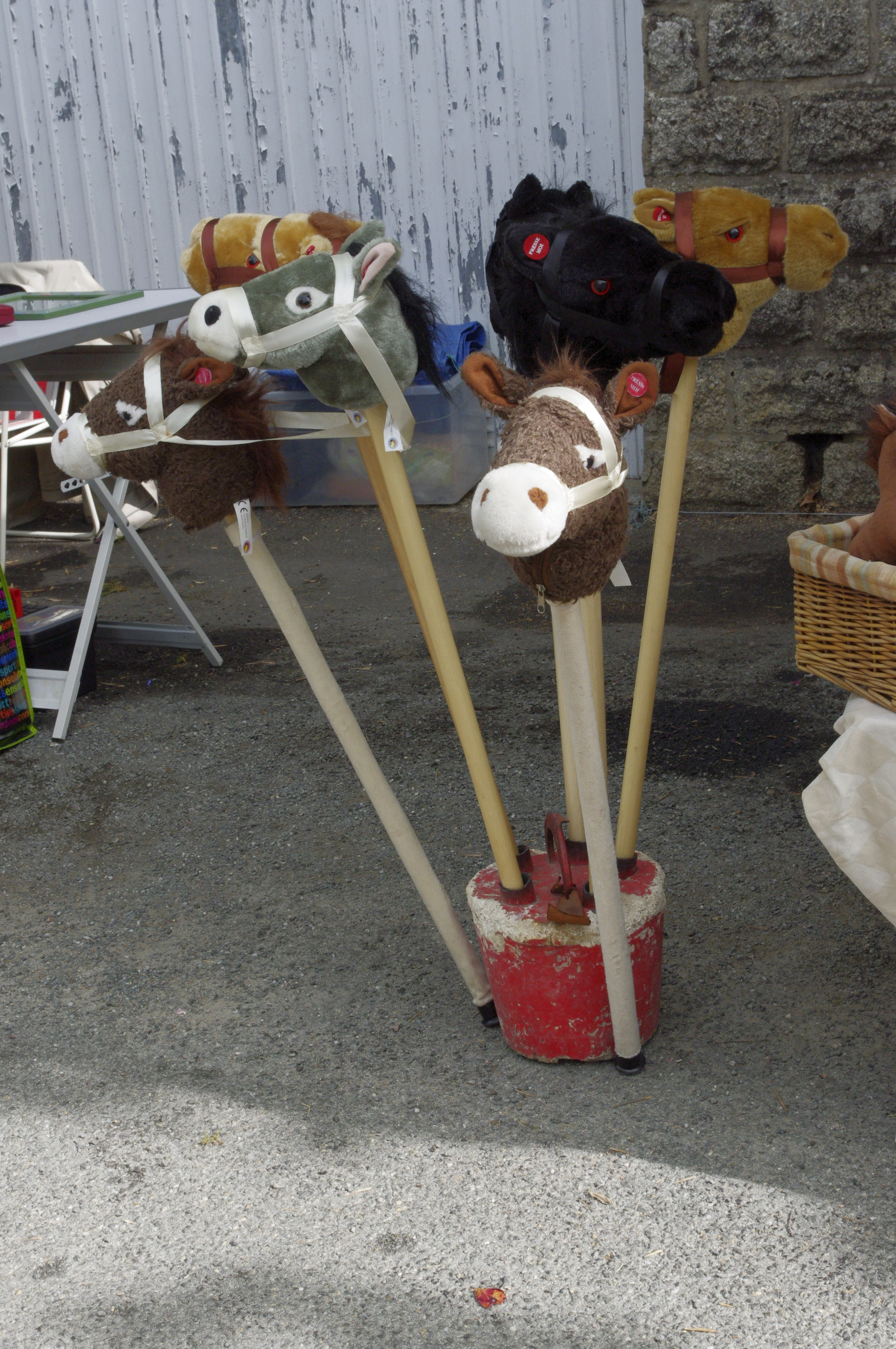
Mercat de cavalls de pal a Piegut, França
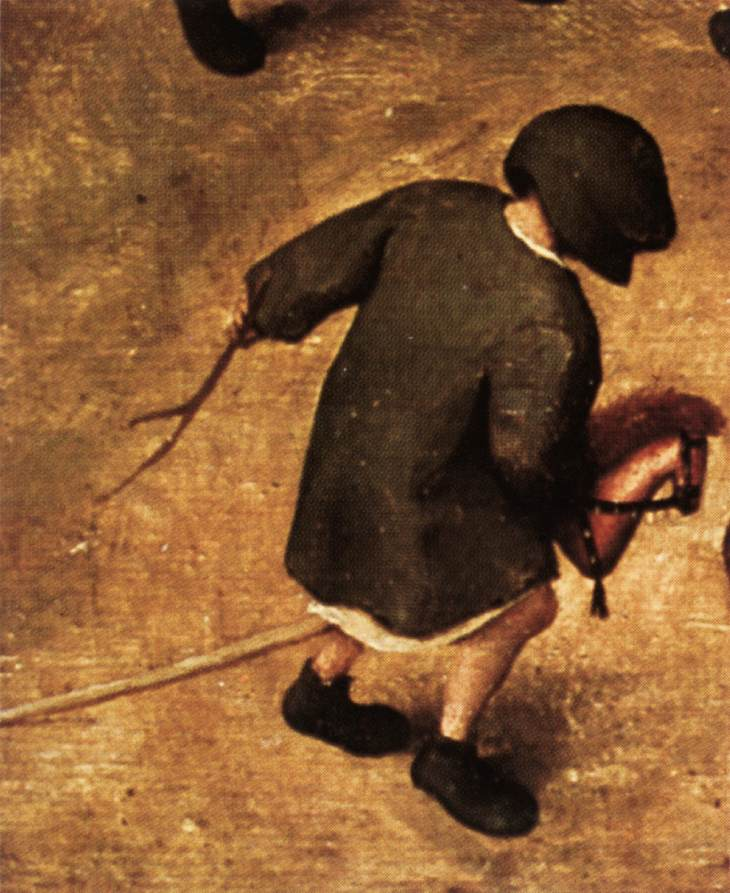
Cavall de pal per Pieter Brueghel el Vell